# Chapel-en-le-Frith
Chapel-en-le-Frith est une petite ville et une paroisse civile dans le comté de Derbyshire en Angleterre, au Royaume-Uni. 

## Toponymie
Le nom de la ville proviendrait du français « chapelle en la forêt », nom donné par les Normands. Une forme anglicisée apparait dans des registres en latin en 1401 sous la forme « Chapell in the ffryth ».

## Histoire
La ville a été créée par les Normands au XIIe siècle comme habitat pour la chasse. 

## Personnalités liées à la ville
- John Wood (1930-2011), acteur, y est né.